# Fondry Matricolo
Le Fondry Matricolo ou simplement Matricolo est un fondry (gouffre naturel) situé à Nismes dans la commune de Viroinval, en Calestienne.
Son appellation viendrait de Mathieu Colot, un ancien maître mineur.
Le Fondry Matricolo est le plus grand fondry de la région, mais moins spectaculaire et moins connu que le Fondry des Chiens,  car le fond de la dépression est maintenant recouvert d'un sol argileux rougeâtre et les versants sont couverts d'épicéas. Le Matricolo se situe au-dessus du trajet supposé de l'Eau Noire souterraine. Il présente une forme d'entonnoir de 100 m de diamètre en surface.
Au XIXe siècle, on y exploitait le minerai de fer.